# 阿列克谢耶夫斯科耶站
阿列克谢耶夫斯科耶站（羅馬化：Alexseyevskaya）是莫斯科地鐵卡盧加－里加線的一個車站，站名來自於其所在的阿列克謝耶夫區。車站開通於1958年5月1日。阿列克謝耶夫站是1950年代修建的莫斯科地鐵站少有的裝飾樸素的車站。